# План Геддеса

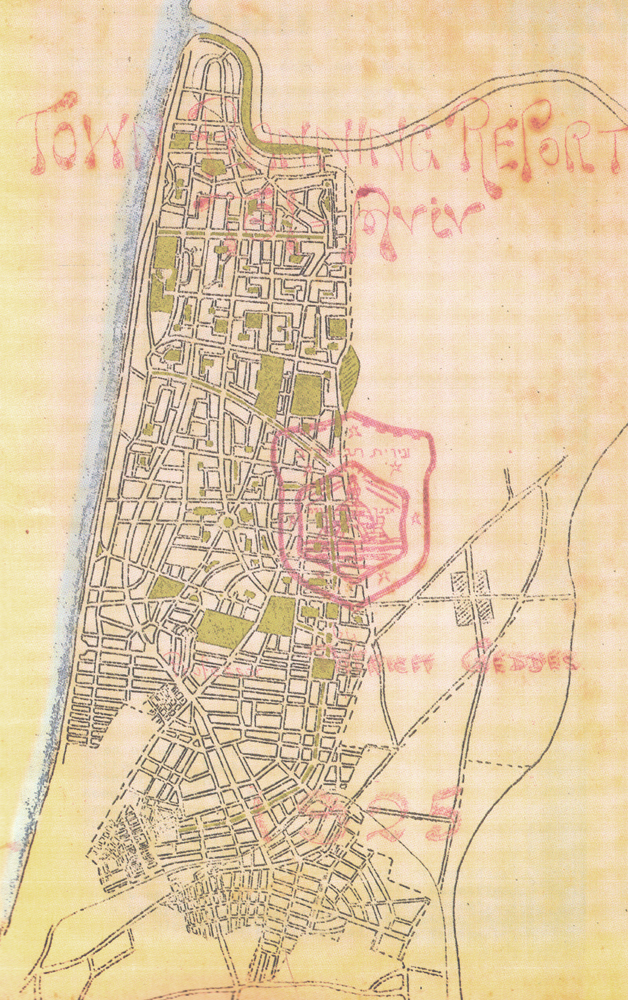
План Геддеса (1925), перший генеральний план Тель-Авіва

План Геддеса — перший генплан міста Тель-Авів (Ізраїль), розроблений у 1925—1929 роках шотландським містобудівником сером Патріком Геддесом, за яким були побудовані нинішні центр і «стара північ» міста. Він був схвалений і почав виконуватися у 1932 році. Цей план створив фізичну базу для розвитку міста, а також для його розширення на схід в 1940-і і 1950-і роки.
З природних причин план Геддеса передбачав розвиток міста на північ (на південь від Тель-Авіва розташовувалося арабське місто Яффа): від залізниці Яффа—Єрусалим до річки Яркон. Східною межею плану стала вулиця Ібн Габіроля, західною — Середземне море. Поздовжні вулиці (з півночі на південь) призначалися для торгівлі, а поперечні бульвари і вулиці в спекотні дні обдувались морським бризом. План також передбачав велику кількість громадських парків, вплетених в текстуру міста.
Сер Патрік Геддес служив містобудівником у багатьох британських колоніях, його план був частиною зусиль британської влади щодо розвитку підмандатної Палестини. Тель-Авів став одним з небагатьох міст, де у Геддеса вийшло реалізувати принципи міста-саду. Єдина міська структура (найбільша за площею серед ізраїльських міст), звана «Білим містом», увійшла в список об'єктів світової спадщини ЮНЕСКО.

## Історія

### Розвиток Тель-Авіву до 1920 року
Починаючи з кінця XIX-го століття були засновані кілька єврейських кварталів-супутників міста Яффо, наприклад Неве-Цедек і Керем га-Тейманим. Ахузат Баіт, який був закладений в 1909 році, фактично був перший квартал, який повинен був стати єврейським містом, і був першим міським центром", навколо якого почали виникати нові квартали, які стали з часом Тель-Авівом. На території сучасного Тель-Авів-Яффо були ще кілька арабських сіл (Сумейль, Маншія та Шейх Муніс) поряд з єврейськими кварталами і колонією темплерів Шарона, сліди якої все ще є в сучасному місті.
Вже в 1920 році прискорене зростання міста через хвилі еміграції почало турбувати міське управління. Гістадрут хаЦионит (профспілка) звернулася в 1920 році до Ріхарда Кауфманна, щоб він висловив свою думку про подальший розвиток міста, і щоб він склав генеральний план для району на північ від вулиці Алленбі до вулиці Ієгуда галеві, яка повертала на північ на сході. План Кауфманна брав за розрахунок осі північ-південь, що перетинаються поперечними осями, зверненими до моря, які були реалізовані згодом у більш детальному плані Геддеса. У 1925 році мер міста Меїр Дізенґоф запросив з рекомендаціями британських властей в Ізраїль містобудівника Патріка Геддеса, для складання першого генерального плану міста, що активно розвивалося та всіх районів на північ від існуючого міста. У цьому ж році Геддес підготував повний огляд, в якому було задокументовано стан міста на той момент і економічно-соціо-демографічні тенденції розвитку. Місто на той час нараховував менш ніж 30.000 жителів. План вимагав знайти рішення для розселення 100,000 населення.

## План

### Система нових вулиць
План створив декілька головних вулиць, які утворили міський скелет, який з'єднувався з Ахузат Баїт і вже існуючими кварталами. Мережа нових вулиць, на відміну від існуючих, включала в себе кілька поздовжніх вулиць по лінії північ-південь і поперечні вулиці по лінії схід-захід, які всі доходять до Середземного моря.
Основні поздовжні вулиці, північ-південь — вулиці Га-Яркон, Бен-Йехуда, Дізенґоф, Рейнес і Соколов, Шломо га-Мелех, бульвар ХеН і частково вулиця Мелех Джордж.
Основні поздовжні вулиці, від моря на схід — Аленбі, сама північна частина якої переломлювалась до моря на площі Муграбі, вулиця Буграшов — бульвар Бен-Ціон, вулиці Фрішман, Гордон, бульвар КаКаЛь (які пізніше стали бульваром Бен-Гуріон), вулиця Арлозоров, вул. Кібуц Галуйот, вул. Базель і бульвар Нордау.
Поздовжні вулиці повинні були служити як торгові вулиці, а поперечні — як зелені бульвари, або лише житлові, і з'єднувати всю міську текстуру з берегом моря. Насправді, тільки вулиці Дізенґоф, Бен Єгуда та Га-Яркон — торгові вулиці, а на поперечних вулицях дійсно висаджені дерева вздовж бульварів, але тільки частина з них називається бульваром.

### Блок міста за Геддесу

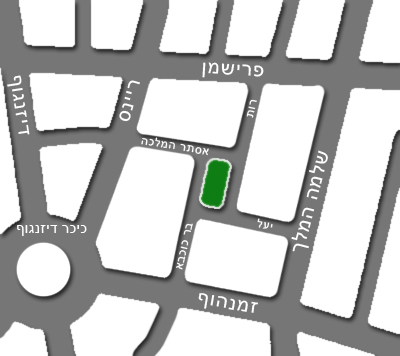
Приклад типового блоку Геддеса

Між сіткою нових вулиць були запроектовані десятки міських блоків, що мають загальні риси, з метою створити єдність місця і безперервність міської структури. Типовий «Блок Геддеса» — це ідеал, який був реалізований в кожному із запроектованих блоків кожен раз трохи по-різному, в залежності від умов місця, осей найближчих доріг та інших міркувань. Метою Геддеса була створення мині-общин із міського населення всередині житлових блоків, за допомогою функціонування міського блоку як немної інтимної одиниці, та при цьому обслуговуючої головні дороги міста.
Ідеальний блок був побудований як квадрат зі стороною в 200 метрів, затиснутий між 4 головними вулицями, що тягнуться від блоку і є частиною великої мережі вулиць. Поздовжні вулиці, північ-південь, були спроектовані як торгові вулиці, а поперечні як зелені бульвари, доходять до моря і дозволяють рух повітря в місто. Торгові вулиці поєднували торгівлю на нижньому поверсі і будівництво 3-4 житлових поверхів над ним. Сам блок ділився на чотири частини чотирма провулками за буквою Т. Сьогодні ці провулки найчастіше односторонні для руху транспорту. На території між цими вуличками будується громадський сквер, або інша громадська будівля: школа, дитячий сад або поліклініка. У центрі деяких блоків були побудовані додаткові житлові будинки.
Різні варіації були зроблені на базі ідеального блоку, і фактично дуже мало блоків було побудовано в точності як ідеальний. У деяких є тільки три провулка, або в деяких блоках провулок йде наскрізь, але базисна ідея блоку зберігається, і надає однорідність міській структурі.

### Ділянка забудови
У спробі створити оптимальну щільність житлової забудови, Геддес поставив лінії забудови на ділянках за такими принципами: площа типової ділянки близько 500 кв.м., і в його центрі стоїть будівля, оточена рослинністю. Лінії забудови проходили за 4 метри від краю ділянки позаду будівлі та за 4 метри від фасаду до краю тротуару і 3 метри по краях ділянки, що забезпечувало відстань 6 метрів між будинками. Незабудована частина ділянки призначалася для посадки рослинності, розбиття палісадника, вирощування декоративних і фруктових дерев.
Результатом такого проектування стала побудова будинків до чотирьох поверхів, які частіше всього включають дві квартири на поверх. Спочатку, дійсно, простір між будинками зайняли сквери, але з роками їх використання зменшувалася, і вони були обгороджені, або перетворилися на парковки. З іншого боку, будівлі в «старій півночі» міста і в його центрі, побудовані за схожими принципами, зберігають оригінальний вигляд.

## Біле місто
Центр Білого міста в Тель-Авіві, офіційно визнаного як об'єкт всесвітньої спадщини ЮНЕСКО, знаходиться на території, що забудовувалась за планом Геддеса, і в ньому сконцентрована велика частина з 4000 будівель, що входять в цей комплекс. Незважаючи на те, що багато будинків в інтернаціональному стилі, характерному для Білого міста, знаходяться в районі старого центру Тель-Авіва, на півдні міста (райони Неве-Цедек і Флорентин) і в інших районах, урбаністичний підхід плану Геддеса добре відповідав стилістиці течії модерну і створив унікальний міський стиль. Це стало одним з факторів у зарахуванні Білого міста до об'єктів всесвітньої спадщини ЮНЕСКО.